# Margaret Rock
Margaret Alice Rock (7. července 1903, Hammersmith, Spojené království – 26. srpna 1983, Worcester) byla britská matematička.
Během druhé světové války pracovala na oddělení kryptografie v Bletchley Park. Díky svým matematickým schopnostem a vzdělání byla schopná dešifrovat kód Enigmy, což dalo Británii výhodu v plánování bitvy o Normandii. Protože její práce během druhé světové války byla přísně utajená, většina její práce nebyla během jejího života zveřejněna.